# Mont Iide
Le mont Iide (飯豊山, Iide-san) est le principal sommet des monts Iide qui s'élève dans un corridor formé par la préfecture de Fukushima entre celles de Niigata et Yamagata au Japon.
Le mont Iide est une des 100 montagnes célèbres du Japon.

## Honneur
L'astéroïde (8730) Iidesan est nommé d'après le mont Iide.